# رومنس (آرکانزاس)
رومنس (به انگلیسی: Romance) یک منطقهٔ مسکونی در ایالات متحده آمریکا است که در شهرستان وایت، آرکانزاس واقع شده‌است. رومنس ۱٬۷۷۲ نفر جمعیت دارد.